# يوشيهيسا ناروسي
يوشيهيسا ناروسي (باليابانية: 成瀬善久؛ بالكانا: なるせ よしひさ) هو لاعب كرة قاعدة ياباني، ولد في 13 أكتوبر 1985 في أوياما في اليابان.

## وصلات خارجية
- يوشيهيسا ناروسي على موقع الدوري الياباني لكرة القاعدة (الإنجليزية)
- يوشيهيسا ناروسي على موقعبيزبول رفرنس.كوم (الدوري الثانوي) (الإنجليزية)
- يوشيهيسا ناروسي على موقع أوليمبيديا (الإنجليزية)